# Sonate pour clarinette et piano de Saint-Saëns
Pour les articles homonymes, voir Sonate pour clarinette et piano.
La Sonate pour clarinette et piano en mi bémol majeur, op. 167, est une œuvre de Camille Saint-Saëns composée en 1921. 

## Présentation
La Sonate pour clarinette et piano est dédiée à Auguste Périer, professeur de clarinette au Conservatoire de Paris.
Saint-Saëns écrit cette sonate en mai et juin de l’année 1921. Elle est publiée en novembre de cette même année par la maison d’édition Durand. La sonate constitue, avec les autres œuvres pour instruments à vent (opus 36, 144, 166 et 168) son « témoignage musical ». 
La partition porte le numéro d'opus 167 et, dans le catalogue des œuvres du compositeur établi par la musicologue Sabina Teller Ratner, le numéro 147. 

## Structure
La Sonate pour clarinette et piano, d'une durée moyenne d'exécution de seize minutes environ, comprend quatre mouvements,, :
1. Allegretto, en mi bémol majeur, à 
, 84 mesures ;
2. Allegro animato, en la bémol majeur, à 
, 108 mesures ;
3. Lento, en mi bémol mineur, à 
, 65 mesures ;
4. Molto allegro ― Allegretto, en mi bémol majeur, à 
, 159 mesures.

## Discographie
- Sonates françaises pour clarinette et piano avec Claude Faucomprez (clarinette) et Alain Raës (piano), (Harmonia Mundi, Black label, LP HM B 5121, 1982)
- Camille Saint-Saëns Edition, CD 12, Sabine Meyer (clarinette) et Oleg Maisenberg (piano), Warner Classics 0190296746048, 2021[6].